# Andrej Saje
Andrej Saje (Novo mesto, 22 aprile 1966) è un vescovo cattolico sloveno, dal 30 giugno 2021 vescovo di Novo Mesto.

## Biografia
Andrej Saje è nato a Novo mesto il 22 aprile 1966 ed è il primo dei quattro figli di Drago Sajet e Frančiška, nata Ulcar. È cresciuto a Veliki Kal, un villaggio nel comune di Mirna Peč.

### Formazione e ministero sacerdotale
Ha frequentato la scuola elementare a Mirna Peč dal 1973 al 1981 e la scuola secondaria di scienze naturali e matematica a Novo mesto dal 1981 al 1985. Ha svolto il servizio militare a Bitola tra il 1985 e il 1986. Nell'autunno del 1986 è entrato nel seminario teologico di Lubiana e ha studiato alla Facoltà di Teologia dell'Università di Lubiana. Si è laureato nel 1991.
Il 29 giugno 1992 è stato ordinato presbitero per l'arcidiocesi di Lubiana. In seguito è stato vicario parrocchiale a Grosuplje dal 1992 al 1994 e segretario particolare di monsignor Alojzij Šuštar dal 1994 al 1997 e di monsignor Franc Rodé per alcuni mesi del 1997. Lo stesso anno è stato inviato a Roma per studi. Ha preso residenza nel Pontificio Collegio Teutonico di Santa Maria in Camposanto. Nel 1999 ha conseguito la licenza e nel marzo del 2003 il dottorato in diritto canonico presso la Pontificia Università Gregoriana con una tesi intitolata "La forma straordinaria e il ministro della celebrazione del matrimonio secondo il Codice latino e orientale". Tornato in patria è stato segretario generale e portavoce della Conferenza episcopale slovena dal 2003 al 2013; prefetto degli studi nel seminario maggiore di Lubiana dal 2003 al 2016; giudice del tribunale metropolitano di Lubiana dal 2003; docente di diritto canonico presso la Facoltà di Teologia dell'Università di Lubiana dal 2009 e vicario giudiziale dell'arcidiocesi di Lubiana dal 2016. È stato anche assistente spirituale nella parrocchia di Ježica a Lubiana dal 2013 al 2015 e nelle parrocchie slovene di Sela e Bajdiše, nella diocesi di Gurk, dal 2014.

### Ministero episcopale
Il 30 giugno 2021 papa Francesco lo ha nominato vescovo di Novo Mesto. La sera del 13 settembre, nell'ambito di un servizio di preghiera tenutosi nella cattedrale di San Nicola a Novo mesto alla presenza del nunzio apostolico Jean-Marie Antoine Joseph Speich, ha emesso la professione di fede e pronunciato il suo giuramento di fedeltà alla Sede Apostolica. Ha ricevuto l'ordinazione episcopale il 26 dello stesso mese nella chiesa di San Canziano a Mirna Peč dal vescovo emerito di Novo Mesto Andrej Glavan, co-consacranti l'arcivescovo Jean-Marie Antoine Joseph Speich, nunzio apostolico in Slovenia e delegato apostolico in Kosovo, e il vescovo di Gurk Josef Marketz. Il 28 dello stesso mese ha preso possesso della diocesi.
Il 14 marzo 2022 è stato eletto presidente della Conferenza episcopale slovena. È entrato ufficialmente in carica il 24 dello stesso mese.

## Genealogia episcopale
La genealogia episcopale è:
- Cardinale Scipione Rebiba
- Cardinale Giulio Antonio Santori
- Cardinale Girolamo Bernerio, O.P.
- Arcivescovo Galeazzo Sanvitale
- Cardinale Ludovico Ludovisi
- Cardinale Luigi Caetani
- Cardinale Ulderico Carpegna
- Cardinale Paluzzo Paluzzi Altieri degli Albertoni
- Papa Benedetto XIII
- Papa Benedetto XIV
- Papa Clemente XIII
- Cardinale Marcantonio Colonna
- Cardinale Giacinto Sigismondo Gerdil, B.
- Cardinale Giulio Maria della Somaglia
- Cardinale Carlo Odescalchi, S.I.
- Cardinale Costantino Patrizi Naro
- Cardinale Lucido Maria Parocchi
- Papa Pio X
- Cardinale Gaetano De Lai
- Cardinale Raffaele Carlo Rossi, O.C.D.
- Cardinale Amleto Giovanni Cicognani
- Arcivescovo Michele Cecchini
- Arcivescovo Alojzij Šuštar
- Cardinale Franc Rodé, C.M.
- Vescovo Andrej Glavan
- Vescovo Andrej Saje